# قصوان درني
قصوان درني أو لوقاقنثا (الاسم العلمي: Cirsium tuberosum) هو نوع من النباتات يتبع جنس القصوان من الفصيلة النجمية.